# Vox Mark
De Vox Mark is een elektrische gitaar die in de jaren 60 geproduceerd werd door Vox. De gitaar is met name kenmerkend om zijn uiterlijk en wordt ook wel de Vox Teardrop genoemd, alhoewel dit niet de officiële naam van het instrument is. 

## Achtergrondinformatie
De gitarist die vooral bekendheid aan het instrument gaf is Brian Jones van The Rolling Stones. In veel van de vroege televisieoptredens van de band is hij met het instrument te zien. Jones bezat tevens een mandoline versie van het instrument.
The Vox Mark kwam uit een aantal verschillende versies, 6-snarig, 9-snarig en 12-snarig en zodoende was de naamgeving Mark VI, Mark IX en Mark XII. Er verscheen tevens hollow body versies. De mandoline van Jones is custom made en niet in serie verschenen als industrieel product.
De Mark gitaren dienen niet verward te worden met de zeer verwante Vox Phantom gitaren, die vijfhoekige body contour hebben. Dat instrument is vooral bekend van de videoclip Love Will Tear Us Apart van Joy Division, waarin Ian Curtis op dat instrument speelt.
Van beide modellen verschenen ook basgitaren.
De Teardrop won, bij zijn release in 1962, een belangrijke Europese designprijs.
De Mark, alsook zijn broertje de Phantom, faalden in commercieel succes, niet zozeer omdat ze slecht van kwaliteit waren, ongeveer in klank gelijk aan een stratocaster, maar vanwege de afwijkende vorm van de body. Hierdoor was het lastig om zittend te kunnen spelen. Een soortgelijk probleem waardoor ook de Flying V van Gibson in de jaren zeventig uit productie werd genomen.
Door de toegenomen aandacht van vintage gitaren is de Mark en de Phantom weer in productie genomen na de eeuwwisseling en verschijnt hij in kleine oplages weer op de markt.